# Johann Gottlob Leidenfrost
Johann Gottlob Leidenfrost, född 27 november 1715 i Rosperwenda vid Berga (Kyffhäuser), död 2 december 1794 i Duisburg, var en tysk läkare och teolog.
Leidenfrost var från 1743 medicine professor i Duisburg. Han beskrev i De aquæ communis nonnullis qualitatibus (1756) det första av honom iakttagna sfäroidala tillståndet hos vätskor (Leidenfrost-skikt).